# ماری مک‌کارتی
ماری مک کارتی (به انگلیسی: Mary McCarthy) نویسنده و روزنامه نگار آمریکایی است که در سال ۱۹۸۹ در ۷۷ سالگی درگذشت.

## زندگی‌نامه
ماری در سال ۱۹۱۲ متولد شد. با اینکه تحصیلات کلاسیک را طی می‌کرد به رمان‌نویسی و نوشتن داستان و روزنامه‌نگاری علاقه‌مند شد و کتاب‌های متعدد ومقالات فراوانی را نوشت.

## مرگ
ماری مک‌کارتی در ۲۵ اکتبر سال ۱۹۸۹ به علت سرطان ریه در بیمارستان نیویورک-پرسبیترین در نیویورک‌سیتی درگذشت.

## در فیلم
در سال ۲۰۱۲ جانت مک‌تیر در فیلم آلمانی هانا آرنت نقش ماری مک‌کارتی را بازی کرد.